# Giro di Viso

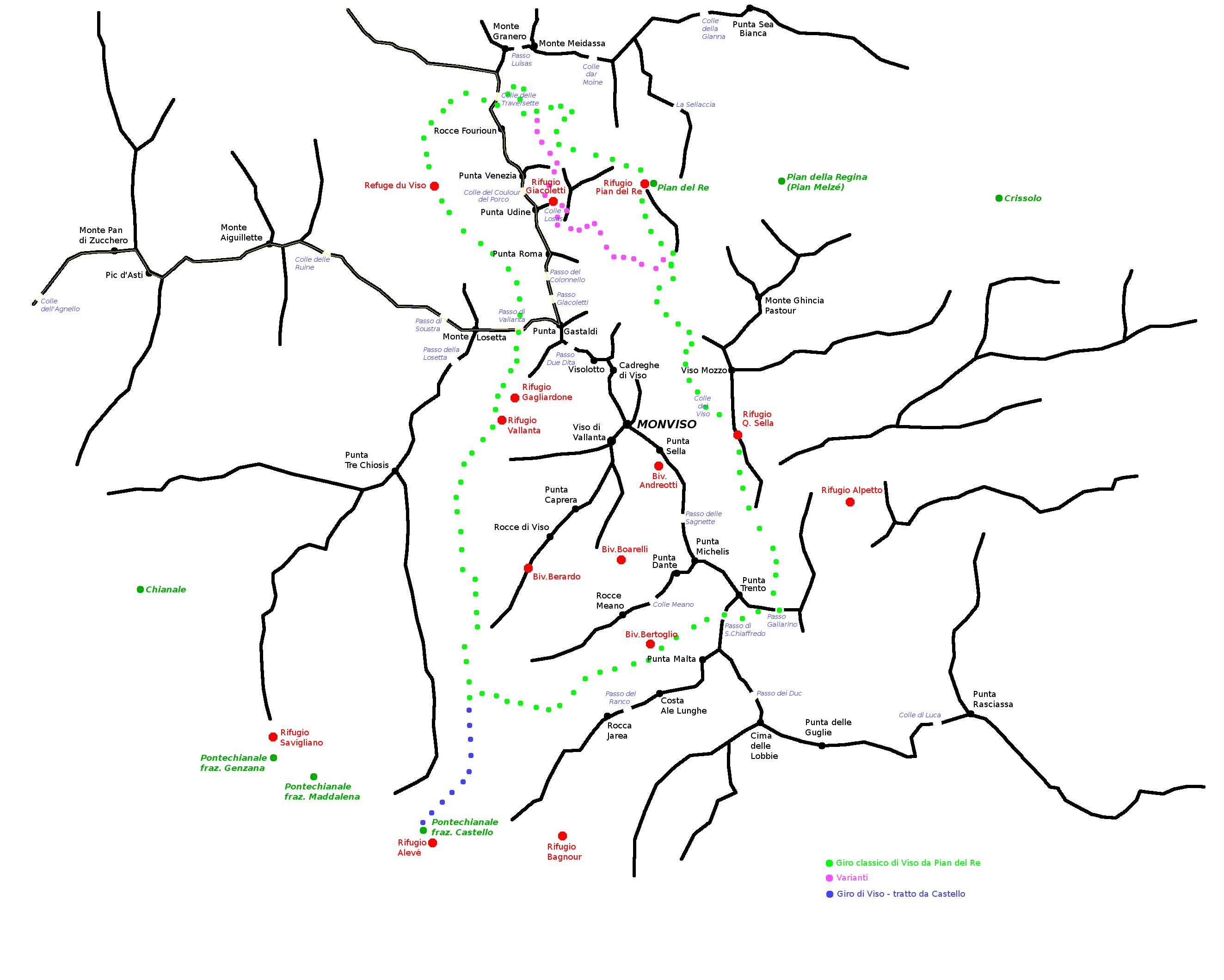
Skizze des Monviso-Massivs mit eingezeichnetem Rundweg

Der Giro di Viso (Giro del Monviso) ist ein Wanderweg, auf dem man in zwei bis drei Tagen den Monviso (3841 m s.l.m.), den höchsten Berg der Cottischen Alpen umrunden kann.
Ein günstiger Ausgangspunkt ist die von Crissolo erreichbare Hochebene Pian del Re (2020 m), wo sich die Quelle des Po befindet. Der Weg führt zunächst am Lago Fiorenza vorbei zum Rifugio Quintino Sella (2640 m) am Lago Grande di Viso. Über den Passo Gallarino (2726 m) und den Passo di Chiaffredo (2764 m) steigt man ins Vallone di Vallanta ab, wo der Wiederaufstieg zum Rifugio Vallanta (2450 m) beginnt. Nach Überschreitung des Passo di Vallanta (2811 m) gelangt man zum Refuge du Viso (2460 m), das auf französischem Gebiet liegt. Der folgende Aufstieg führt zum Colle delle Traversette (2950 m), dem höchsten Punkt der Tour. Kurz vor dem Pass sieht man den Eingang zum Buco di Viso, einem Tunnel, der schon 1479/1480 gebaut wurde und als ältester Tunnel der Alpen gilt. Auf der italienischen Seite des Monviso-Massivs erreicht man über die Via del Sale wieder den Ausgangspunkt Pian del Re.

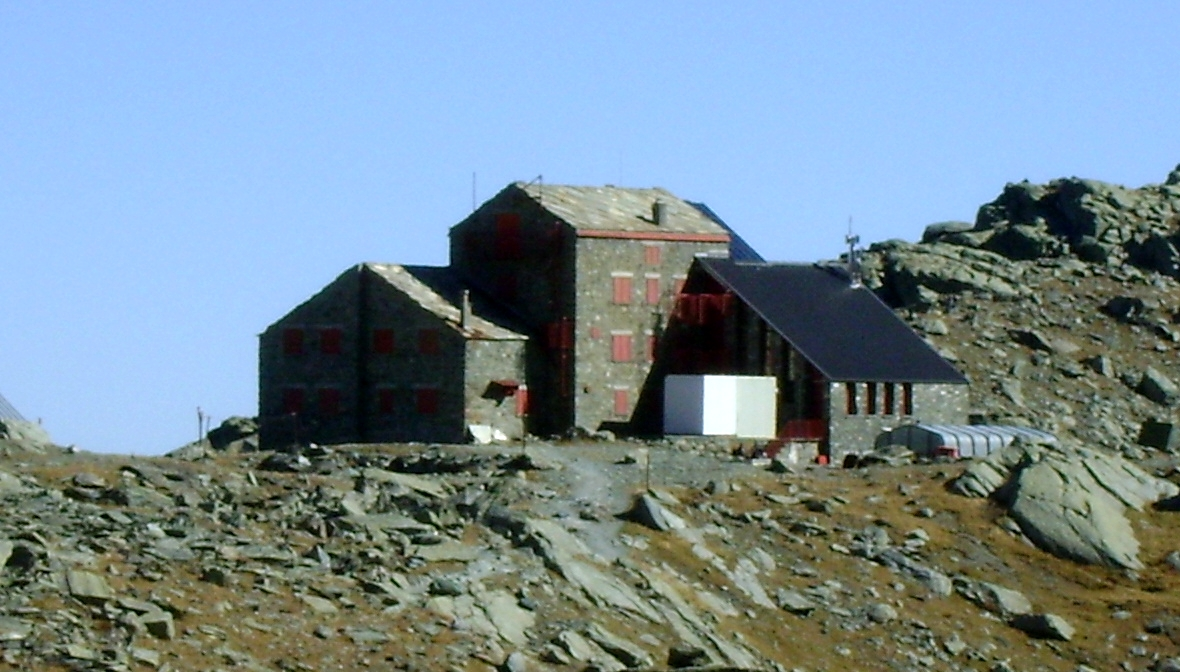
Rifugio Quintino Sella

## Geschichte
Die erste dokumentierte Rundtour um den Monviso erfolgte durch den Engländer David Forbes und einen einheimischen Führer. Die beiden stiegen am 1. Juli 1839 vom französischen Queyras, der Region am Oberlauf des Guil, zum Colle delle Traversette auf und umrundeten innerhalb eines Tages die Monviso-Gruppe im Uhrzeigersinn.